# Petaurista leucogenys
La ardilla voladora gigante japonesa (Petaurista leucogenys) es una especie de ardilla voladora. Hay cuatro subespecies reconocidas: Petaurista leucogenys hintoni (Mori, 1923), Petaurista leucogenys leucogenys (Temminck, 1827), Petaurista leucogenys nikkonis (Thomas, 1905), y Petaurista leucogenys oreas (Thorington y Hoffmann, 2005). Antes incluido Petaurista xanthotis (Corbet y Hill, 1992).

## Características
Normalmente mide 50 cm, su cola mide 40 cm, es la ardilla más grande del mundo, en realidad no vuela sino que planea cuando extiende las membranas que tiene entre sus patas y que parecen un paracaídas. Puede planear más de 100 metros entre un árbol y otro.[cita requerida]

## Estado de conservación
Esta especie está clasificada como de Preocupación Menor, ya que es común, presente en las áreas protegidas, y actualmente no hay amenazas conocidas.[cita requerida]

## Distribución geográfica y hábitat
Habita en Japón (Honshu, Kyushu, Shikoku). Esta especie se encuentra en bosques, plantaciones de coníferas y algunas veces en zonas urbanas. 